# Aeroportul Breves
Aeroportul Breves (IATA: BVS, ICAO: SNVS) este un aeroport din Pará, Brazilia ce deservește zona Breves. Aeroportul a fost tranzitat în 2022 de 3.168 de pasageri. A fost numit după zona deservită.
Situat la o altitudine de 30 m, aeroportul dispune de 1 pistă.

## Infrastructură

### Piste
Aeroportul dispune de o singură pistă. Pista 6/24 are suprafața de asfalt și dimensiunile 1.600 m × 30 m. 